# Esther Nuñez Morera
Esther Nuñez Morera, née le 5 février 1981 à Sabadell, est une nageuse espagnole spécialisée dans la nage en eau libre. Elle remporte le Grand Prix FINA de nage en eau libre à deux reprises.

## Palmarès

### Grand Prix FINA
- Grand Prix FINA 2007 :
  -  Médaille d'or

- Grand Prix FINA 2011 :
  -  Médaille d'argent

- Grand Prix FINA 2012 :
  -  Médaille d'or

- Grand Prix FINA 2013 :
  -  Médaille d'argent

- Grand Prix FINA 2014 :
  -  Médaille de bronze

- Grand Prix FINA 2015 :
  -  Médaille de bronze